# Суходол (Силістринська область)
Суходо́л (болг. Суходол) — село в Силістринській області Болгарії. Входить до складу общини Главиниця.

## Населення
За даними перепису населення 2011 року у селі проживали 653 особи, з них 644 особи (99,5%) — турки.
Розподіл населення за віком у 2011 році:
Динаміка населення: